# Remus Ghiurițan
Remus Ghiurițan (n. 7 septembrie 1919, Zalău, Sălaj, România) a fost un fundaș și antrenor de fotbal român.
| Informații personale                          | Informații personale  | Informații personale | Informații personale |
| --------------------------------------------- | --------------------- | -------------------- | -------------------- |
| Data de nastere                               | 7 septembrie 1919     | 7 septembrie 1919    | 7 septembrie 1919    |
| Locul nasterii                                | Zalău , România       | Zalău , România      | Zalău , România      |
| Data mortii                                   | Necunoscut            | Necunoscut           | Necunoscut           |
| Poziție(e)                                    | Apărător              | Apărător             | Apărător             |
| Cariera de tineret                            |                       |                      |                      |
| 1935–1939                                     | Șoimii Sibiu          | Șoimii Sibiu         | Șoimii Sibiu         |
| Cariera senior*                               |                       |                      |                      |
| Ani                                           | Echipă                | Aplicații            | ( Gls )              |
| 1939–1940                                     | CFR Cluj              |                      |                      |
| 1940                                          | CFR Timișoara         |                      |                      |
| 1941–1943                                     | Rapid București       | 2                    | (0)                  |
| 1944                                          | Juventus București    |                      |                      |
| 1945–1948                                     | CFR București         | 27                   | (0)                  |
| 1948–1949                                     | Grivița CFR București |                      |                      |
| Total                                         |                       | 29                   | (0)                  |
| echipa națională                              |                       |                      |                      |
| 1945                                          | România               | 1                    | (0)                  |
| Echipe gestionate                             |                       |                      |                      |
| 1953–1954                                     | Locomotiva București  | Locomotiva București | Locomotiva București |
| 1959–1960                                     | Rapid București       | Rapid București      | Rapid București      |
| * Aparițiile și golurile la club de seniori s |                       |                      |                      |

## Cariera internațională
Remus Ghiurițan a jucat un meci la nivel internațional pentru România într-un amical care s-a încheiat cu o înfrângere cu 7–2 împotriva Ungariei.

## Onoruri
Rapid București
- Cupa României : 1940–41 , 1941–42[1][6][7]